# Rubén Soria
Ruben Soria (ur. 23 stycznia 1935) – piłkarz urugwajski, obrońca.
Będąc piłkarzem klubu CA Cerro znalazł się w kadrze reprezentacji Urugwaju na finały mistrzostw świata w 1962 roku. Urugwaj odpadł już w fazie grupowej, a Soria nie wystąpił w żadnym z trzech meczów.
Nigdy nie zagrał w turnieju Copa América.